# Musica alta
Musica alta var en beteckning under renässansen på ljudstark musik. Musiken framfördes till exempel av blåsarensemble utomhus (torneringar, processioner etc.). Exempel på instrument för musica alta är skalmeja, pommer och basun. Motsatsen kallas musica bassa.